# Raúl López del Castillo
Raúl López del Castillo (1893 tại Cuba – 24 tháng 7 năm 1963 tại Miami, Florida, Mỹ) là luật sư và công chức người Cuba.
Lopez là vị Thủ tướng Cuba thứ 6 từ năm 1946 đến năm 1948 dưới thời Tổng thống Ramon Grau.  
Trước đây ông từng giữ chức Thứ trưởng Bộ Tài chính (1944–1946). Ông còn là thành viên Đảng Cách mạng Cuba (Partido Auténtico).
Ông đã viết nhiều cuốn sách luật bằng cả tiếng Anh và tiếng Tây Ban Nha. Ông kết hôn với Sofia de la Hoya và có với nhau hai người con tên là Sophie và Raul Jr.